# Sanremo-Festival 2019
Die 69. Ausgabe des Festival della Canzone Italiana di Sanremo fand 2019 vom 5. bis zum 9. Februar im Teatro Ariston in Sanremo statt und wurde von Claudio Baglioni, Virginia Raffaele und Claudio Bisio moderiert. Sieger des Wettbewerbs war Mahmood mit dem Lied Soldi.

## Organisation

### Allgemein
Das Festival wurde vom öffentlich-rechtlichen Rundfunk Italiens Rai organisiert. Baglioni moderierte das Festival zum zweiten Mal nach der erfolgreichen Ausgabe des Vorjahres und war gleichzeitig wieder künstlerischer Leiter (direttore artistico) der Veranstaltung. Raffaele war bereits 2016 als Komoderatorin in Erscheinung getreten, Bisio hingegen moderierte das Festival zum ersten Mal. Für die musikalische Leitung (direzione musicale) war erneut Geoffrey Martin Westley verantwortlich, die Bühnenausstattung stammte von Francesca Montinaro und Regie führt Duccio Forzano.

### Presseraum
Als Presseraum (Sala Stampa) wurde die aus akkreditierten Radio- und TV-Journalisten zusammengesetzte Jury bezeichnet, deren Abstimmung an allen Abenden 30 % der Wertung ausmachte.

### Ehrenjury
Die Ehrenjury (giuria d’onore) stimmte am vierten und fünften Abend ab, wobei ihre Abstimmung jeweils 20 % der Gesamtwertung ausmachte. Sie setzte sich aus den folgenden Personen zusammen:
- Mauro Pagani (Komponist) – Vorsitzender
- Ferzan Özpetek (Regisseur und Schriftsteller)
- Camila Raznovich (Fernsehmoderatorin)
- Claudia Pandolfi (Schauspielerin)
- Elena Sofia Ricci (Schauspielerin)
- Beppe Severgnini (Journalist)
- Serena Dandini (Fernsehmoderatorin)
- Joe Bastianich (Unternehmer und Fernsehmoderator)

### Demoskopische Jury
Die demoskopische Jury (giuria demoscopica) stellt eine Stichprobe aus 300 zufällig ausgewählten Musikkonsumenten dar, die von zuhause aus über ein elektronisches System abstimmen. Sie stimmte an den ersten drei Abenden ab und machte jeweils 30 % der Wertung aus.

## Teilnehmende Beiträge
Anders als in den Vorjahren gab es 2019 keine Newcomer-Kategorie, stattdessen wurde der Wettbewerb der Newcomer im Rahmen der Show Sanremo Giovani am 20. und 21. Dezember 2018 ausgetragen, moderiert von Pippo Baudo und Fabio Rovazzi. Die zwei Newcomer-Sieger (Einar und Mahmood) gingen dann (mit neuen Beiträgen) zusammen mit den 22 regulären Kandidaten in einer einzigen Kategorie ins Rennen. Alle 24 Teilnehmer erreichten das Finale.
- Sieger

| Platzierung | Interpret                       | Lied                             | Autoren                                                                              |
| ----------- | ------------------------------- | -------------------------------- | ------------------------------------------------------------------------------------ |
| 1           | Mahmood                         | Soldi                            | Mahmood, Charlie Charles, Dardust                                                    |
| 2           | Ultimo                          | I tuoi particolari               | Niccolò Moriconi                                                                     |
| 3           | Il Volo                         | Musica che resta                 | Piero Romitelli, Emilio Munda, Antonello Carozza, Pasquale Mammaro, Gianna Nannini   |
| 4           | Loredana Bertè                  | Cosa ti aspetti da me            | Gaetano Curreri, Piero Romitelli, Gerardo Pulli                                      |
| 5           | Simone Cristicchi               | Abbi cura di me                  | Simone Cristicchi, Nicola Brunialti, Gabriele Ortenzi                                |
| 6           | Daniele Silvestri (mit Rancore) | Argentovivo                      | Daniele Silvestri, Tarek Iurcich, Fabio Rondanini, Manuel Agnelli                    |
| 7           | Irama                           | La ragazza con il cuore di latta | Irama, Giulio Nenna, Andrea De Bernardi, Giuseppe Colonnelli                         |
| 8           | Arisa                           | Mi sento bene                    | Matteo Buzzanca, Lorenzo Vizzini, Arisa, Alessandra Flora                            |
| 9           | Achille Lauro                   | Rolls Royce                      | Achille Lauro, Davide Petrella, Boss Doms, Frenetik, Orang3                          |
| 10          | Enrico Nigiotti                 | Nonno Hollywood                  | Enrico Nigiotti                                                                      |
| 11          | Boomdabash                      | Per un milione                   | Takagi & Ketra, Blazon, Rocco Hunt, Federica Abbate, Cheope                          |
| 12          | Ghemon                          | Rose viola                       | Ghemon, Zef                                                                          |
| 13          | Ex-Otago                        | Solo una canzone                 | Ex-Otago                                                                             |
| 14          | Motta                           | Dov’è l’Italia                   | Francesco Motta                                                                      |
| 15          | Francesco Renga                 | Aspetto che torni                | Bungaro, Francesco Renga, Cesare Chiodo, Rakele, Giacomo Runco                       |
| 16          | Paola Turci                     | L’ultimo ostacolo                | Paola Turci, Edwyn Roberts, Stefano Marletta, Luca Chiaravalli                       |
| 17          | The Zen Circus                  | L’amore è una dittatura          | The Zen Circus                                                                       |
| 18          | Federica Carta und Shade        | Senza farlo apposta              | Shade, Jacopo Ettore, Giacomo Roggia                                                 |
| 19          | Nek                             | Mi farò trovare pronto           | Nek, Luca Chiaravalli, Paolo Antonacci                                               |
| 20          | Negrita                         | I ragazzi stanno bene            | Negrita, Il Cile                                                                     |
| 21          | Patty Pravo mit Briga           | Un po’ come la vita              | Zibba, Marco Rettani, Diego Calvetti, Briga, Luca Leonori                            |
| 22          | Anna Tatangelo                  | Le nostre anime di notte         | Lorenzo Vizzini                                                                      |
| 23          | Einar                           | Parole nuove                     | Tony Maiello, Nicola Marotta, Enrico Palmosi                                         |
| 24          | Nino D’Angelo und Livio Cori    | Un’altra luce                    | Nino D’Angelo, Livio Cori, Francesco Fogliano, Mario Gianmarco Fracchiolla, Big Fish |

## Preise

### Wettbewerb
- Sieger: Mahmood – Soldi
- Kritikerpreis „Mia Martini“: Daniele Silvestri – Argentovivo
- Premio Sala Stampa Radio Tv „Lucio Dalla“: Daniele Silvestri – Argentovivo
- Preis für das beste Arrangement „Giancarlo Bigazzi“: Simone Cristicchi – Abbi cura di me
- Preis für die beste Interpretation „Sergio Endrigo“: Simone Cristicchi – Abbi cura di me
- Preis für die beste Interpretation „Enzo Jannacci“: Mahmood – Soldi
- Premio Lunezia für den besten Text: Enrico Nigiotti – Nonno Hollywood
- Preis für den besten Text „Sergio Bardotti“: Daniele Silvestri – Argentovivo
- Sonderpreis für das beste Duett: Motta mit Nada – Dov’è l’Italia
- Sonderpreis TIMmusic: Ultimo – I tuoi particolari

### Lebenswerk
- Premio Città di Sanremo: Pino Daniele

## Abende

### Erster Abend
Am Eröffnungsabend präsentierten alle 24 Teilnehmer ihr Lied. Die Abstimmung wurde von Fernsehpublikum, demoskopischer Jury und Presseraum bestimmt. Zum Schluss wurde eine anhand der Abstimmung der demoskopischen Jury erstellte Einteilung der Lieder in drei Gruppen bekannt gegeben, nach hoher, mittlerer und niedriger Platzierung.

#### Auftritte
- oberer Bereich
- mittlerer Bereich
- unterer Bereich

| Reihenfolge des Auftritts | Interpret                       | Lied                             | Abstimmungsergebnisse | Abstimmungsergebnisse     | Abstimmungsergebnisse | Abstimmungsergebnisse |
| Reihenfolge des Auftritts | Interpret                       | Lied                             | TV-Publikum (40 %)    | demoskopische Jury (30 %) | Presse (30 %)         | Insgesamt             |
| ------------------------- | ------------------------------- | -------------------------------- | --------------------- | ------------------------- | --------------------- | --------------------- |
| 1                         | Francesco Renga                 | Aspetto che torni                | 3,74 %                | 8.                        | 20.                   | 3,47 %                |
| 2                         | Nino D’Angelo und Livio Cori    | Un’altra luce                    | 2,51 %                | 20.                       | 21.                   | 1,94 %                |
| 3                         | Nek                             | Mi farò trovare pronto           | 4,04 %                | 5.                        | 16.                   | 4,11 %                |
| 4                         | The Zen Circus                  | L’amore è una dittatura          | 2,28 %                | 17.                       | 11.                   | 2,98 %                |
| 5                         | Il Volo                         | Musica che resta                 | 17,21 %               | 1.                        | 13.                   | 10,72 %               |
| 6                         | Loredana Bertè                  | Cosa ti aspetti da me            | 3,92 %                | 3.                        | 5.                    | 5,85 %                |
| 7                         | Daniele Silvestri (mit Rancore) | Argentovivo                      | 2,90 %                | 6.                        | 3.                    | 5,30 %                |
| 8                         | Federica Carta und Shade        | Senza farlo apposta              | 5,27 %                | 12.                       | 24.                   | 3,45 %                |
| 9                         | Ultimo                          | I tuoi particolari               | 17,99 %               | 2.                        | 6.                    | 11,53 %               |
| 10                        | Paola Turci                     | L’ultimo ostacolo                | 2,57 %                | 11.                       | 14.                   | 3,15 %                |
| 11                        | Motta                           | Dov’è l’Italia                   | 1,57 %                | 22.                       | 9.                    | 2,63 %                |
| 12                        | Boomdabash                      | Per un milione                   | 4,80 %                | 10.                       | 12.                   | 4,55 %                |
| 13                        | Patty Pravo mit Briga           | Un po’ come la vita              | 3,31 %                | 16.                       | 19.                   | 2,69 %                |
| 14                        | Simone Cristicchi               | Abbi cura di me                  | 4,06 %                | 4.                        | 2.                    | 6,43 %                |
| 15                        | Achille Lauro                   | Rolls Royce                      | 2,74 %                | 24.                       | 7.                    | 3,14 %                |
| 16                        | Arisa                           | Mi sento bene                    | 2,07 %                | 9.                        | 4.                    | 4,69 %                |
| 17                        | Negrita                         | I ragazzi stanno bene            | 2,09 %                | 14.                       | 15.                   | 2,58 %                |
| 18                        | Ghemon                          | Rose viola                       | 1,81 %                | 23.                       | 18.                   | 1,75 %                |
| 19                        | Einar                           | Parole nuove                     | 2,49 %                | 18.                       | 23.                   | 1,96 %                |
| 20                        | Ex-Otago                        | Solo una canzone                 | 3,95 %                | 21.                       | 16.                   | 2,82 %                |
| 21                        | Anna Tatangelo                  | Le nostre anime di notte         | 1,20 %                | 15.                       | 22.                   | 1,57 %                |
| 22                        | Irama                           | La ragazza con il cuore di latta | 4,52 %                | 7.                        | 9.                    | 4,91 %                |
| 23                        | Enrico Nigiotti                 | Nonno Hollywood                  | 1,22 %                | 13.                       | 8.                    | 3,22 %                |
| 24                        | Mahmood                         | Soldi                            | 1,74 %                | 19.                       | 1.                    | 4,55 %                |

#### Gäste
- Andrea und Matteo Bocelli (Sänger)
- Pierfrancesco Favino (Schauspieler)
- Giorgia (Sängerin)
- Claudio Santamaria (Schauspieler)

### Zweiter Abend
Zwölf der Teilnehmer traten ein zweites Mal auf, abstimmungsberechtigt waren wieder Fernsehpublikum, demoskopische Jury und Presseraum. Zum Schluss wurde eine anhand der Abstimmung des Presseraums erstellte Einteilung der Lieder in drei Gruppen bekannt gegeben, nach hoher, mittlerer und niedriger Platzierung.

#### Auftritte
- oberer Bereich
- mittlerer Bereich
- unterer Bereich

| Reihenfolge des Auftritts | Interpret                       | Lied                   | Abstimmungsergebnisse | Abstimmungsergebnisse     | Abstimmungsergebnisse | Abstimmungsergebnisse |
| Reihenfolge des Auftritts | Interpret                       | Lied                   | TV-Publikum (40 %)    | demoskopische Jury (30 %) | Presse (30 %)         | Insgesamt             |
| ------------------------- | ------------------------------- | ---------------------- | --------------------- | ------------------------- | --------------------- | --------------------- |
| 1                         | Achille Lauro                   | Rolls Royce            | 7,13 %                | 12.                       | 4.                    | 7,55 %                |
| 2                         | Einar                           | Parole nuove           | 6,57 %                | 8.                        | 11.                   | 4,96 %                |
| 3                         | Il Volo                         | Musica che resta       | 38,32 %               | 1.                        | 8.                    | 21,51 %               |
| 4                         | Arisa                           | Mi sento bene          | 5,83 %                | 5.                        | 1.                    | 12,78 %               |
| 5                         | Nek                             | Mi farò trovare pronto | 5,88 %                | 4.                        | 9.                    | 6,56 %                |
| 6                         | Daniele Silvestri (mit Rancore) | Argentovivo            | 5,40 %                | 3.                        | 2.                    | 10,95 %               |
| 7                         | Ex-Otago                        | Solo una canzone       | 5,78 %                | 10.                       | 6.                    | 5,00 %                |
| 8                         | Ghemon                          | Rose viola             | 3,42 %                | 11.                       | 5.                    | 3,92 %                |
| 9                         | Loredana Bertè                  | Cosa ti aspetti da me  | 8,12 %                | 2.                        | 3.                    | 12,35 %               |
| 10                        | Paola Turci                     | L’ultimo ostacolo      | 3,21 %                | 6.                        | 7.                    | 5,04 %                |
| 11                        | Negrita                         | I ragazzi stanno bene  | 3,06 %                | 9.                        | 10.                   | 3,79 %                |
| 12                        | Federica Carta und Shade        | Senza farlo apposta    | 7,29 %                | 7.                        | 12.                   | 5,58 %                |

#### Gäste
- Fiorella Mannoia (Sängerin)
- Pippo Baudo (Fernsehmoderator)
- Michelle Hunziker (Fernsehmoderatorin)
- Marco Mengoni und Tom Walker (Sänger)
- Pio e Amedeo (Komikerduo)
- Riccardo Cocciante (Sänger) mit dem Cast des Musicals Notre Dame de Paris
- Laura Chiatti und Michele Riondino (Schauspieler)

### Dritter Abend
Die verbleibenden zwölf Teilnehmer hatten ihren zweiten Auftritt, das Abstimmungssystem blieb unverändert.

#### Auftritte
- oberer Bereich
- mittlerer Bereich
- unterer Bereich

| Reihenfolge des Auftritts | Interpret                    | Lied                             | Abstimmungsergebnisse | Abstimmungsergebnisse     | Abstimmungsergebnisse | Abstimmungsergebnisse |
| Reihenfolge des Auftritts | Interpret                    | Lied                             | TV-Publikum (40 %)    | demoskopische Jury (30 %) | Presse (30 %)         | Insgesamt             |
| ------------------------- | ---------------------------- | -------------------------------- | --------------------- | ------------------------- | --------------------- | --------------------- |
| 1                         | Mahmood                      | Soldi                            | 4,32 %                | 8.                        | 2.                    | 8,94 %                |
| 2                         | Enrico Nigiotti              | Nonno Hollywood                  | 8,02 %                | 5.                        | 6.                    | 8,65 %                |
| 3                         | Anna Tatangelo               | Le nostre anime di notte         | 2,85 %                | 7.                        | 9.                    | 4,15 %                |
| 4                         | Ultimo                       | I tuoi particolari               | 27,92 %               | 2.                        | 3.                    | 19,90 %               |
| 5                         | Francesco Renga              | Aspetto che torni                | 6,83 %                | 4.                        | 8.                    | 7,29 %                |
| 6                         | Irama                        | La ragazza con il cuore di latta | 14,62 %               | 3.                        | 4.                    | 12,32 %               |
| 7                         | Patty Pravo mit Briga        | Un po’ come la vita              | 3,77 %                | 10.                       | 11.                   | 3,58 %                |
| 8                         | Simone Cristicchi            | Abbi cura di me                  | 9,69 %                | 1.                        | 1.                    | 13,99 %               |
| 9                         | Boomdabash                   | Per un milione                   | 11,42 %               | 6.                        | 10.                   | 8,29 %                |
| 10                        | Motta                        | Dov’è l’Italia                   | 2,64 %                | 12.                       | 5.                    | 4,66 %                |
| 11                        | The Zen Circus               | L’amore è una dittatura          | 3,73 %                | 9.                        | 7.                    | 5,11 %                |
| 12                        | Nino D’Angelo und Livio Cori | Un’altra luce                    | 4,20 %                | 11.                       | 12.                   | 3,13 %                |

#### Gäste
- Antonello Venditti (Sänger)
- Alessandra Amoroso (Sängerin)
- Ornella Vanoni (Sängerin)
- Raf und Umberto Tozzi (Sänger)
- Paolo Cevoli (Komiker)
- Fabio Rovazzi (Komiker und Sänger) mit Fausto Leali (Sänger)
- Serena Rossi (Schauspielerin und Sängerin)

### Vierter Abend
Alle 24 Teilnehmer traten ein weiteres Mal auf, diesmal begleitet von einem Duettpartner und mit der Möglichkeit, das Arrangement ihres Liedes zu verändern. Die Abstimmungen am vierten Abend ergaben sich zu 50 % aus dem Televoting, zu 30 % aus dem Presseraum und zu 20 % aus der Abstimmung der Ehrenjury. Am Ende verlieh die Ehrenjury einen Sonderpreis für das beste Duett.

#### Auftritte
| Reihenfolge des Auftritts | Interpret (Duettpartner)                                           | Lied                             | Abstimmungsergebnisse | Abstimmungsergebnisse | Abstimmungsergebnisse | Abstimmungsergebnisse |
| Reihenfolge des Auftritts | Interpret (Duettpartner)                                           | Lied                             | TV-Publikum (50 %)    | Presse (30 %)         | Ehrenjury (20 %)      | Insgesamt             |
| ------------------------- | ------------------------------------------------------------------ | -------------------------------- | --------------------- | --------------------- | --------------------- | --------------------- |
| 1                         | Federica Carta und Shade (Cristina D’Avena)                        | Senza farlo apposta              | 4,27 %                | 20.                   | 21.                   | 2,40 %                |
| 2                         | Motta (Nada)                                                       | Dov’è l’Italia                   | 1,46 %                | 13.                   | 3.                    | 3,89 %                |
| 3                         | Irama (Noemi)                                                      | La ragazza con il cuore di latta | 8,38 %                | 11.                   | 13.                   | 5,61 %                |
| 4                         | Patty Pravo mit Briga (Giovanni Caccamo)                           | Un po’ come la vita              | 2,09 %                | 23.                   | 15.                   | 1,42 %                |
| 5                         | Negrita (Enrico Ruggeri und Roy Paci)                              | I ragazzi stanno bene            | 1,87 %                | 19.                   | 11.                   | 1,86 %                |
| 6                         | Il Volo (Alessandro Quarta)                                        | Musica che resta                 | 22,35 %               | 9.                    | 21.                   | 12,47 %               |
| 7                         | Arisa (Tony Hadley und Kataklò)                                    | Mi sento bene                    | 2,49 %                | 2.                    | 8.                    | 5,41 %                |
| 8                         | Mahmood (Guè Pequeno)                                              | Soldi                            | 2,27 %                | 4.                    | 1.                    | 8,30 %                |
| 9                         | Ghemon (Diodato und Calibro 35)                                    | Rose viola                       | 1,94 %                | 8.                    | 5.                    | 3,82 %                |
| 10                        | Francesco Renga (Bungaro, Eleonora Abbagnato und Friedemann Vogel) | Aspetto che torni                | 2,92 %                | 18.                   | 18.                   | 2,10 %                |
| 11                        | Ultimo (Fabrizio Moro)                                             | I tuoi particolari               | 14,44 %               | 7.                    | 6.                    | 10,29 %               |
| 12                        | Nek (Neri Marcorè)                                                 | Mi farò trovare pronto           | 2,26 %                | 20.                   | 15.                   | 1,60 %                |
| 13                        | Boomdabash (Rocco Hunt und Musici Cantori di Milano)               | Per un milione                   | 4,60 %                | 16.                   | 9.                    | 3,76 %                |
| 14                        | The Zen Circus (Brunori Sas)                                       | L’amore è una dittatura          | 2,23 %                | 14.                   | 10.                   | 2,61 %                |
| 15                        | Paola Turci (Giuseppe Fiorello)                                    | L’ultimo ostacolo                | 1,50 %                | 17.                   | 12.                   | 1,87 %                |
| 16                        | Anna Tatangelo (Syria)                                             | Le nostre anime di notte         | 1,05 %                | 15.                   | 18.                   | 1,29 %                |
| 17                        | Ex-Otago (Jack Savoretti)                                          | Solo una canzone                 | 2,01 %                | 12.                   | 6.                    | 3,05 %                |
| 18                        | Enrico Nigiotti (Paolo Jannacci und Massimo Ottoni)                | Nonno Hollywood                  | 2,44 %                | 10.                   | 18.                   | 2,49 %                |
| 19                        | Loredana Bertè (Irene Grandi)                                      | Cosa ti aspetti da me            | 4,31 %                | 1.                    | 4.                    | 7,08 %                |
| 20                        | Daniele Silvestri (Rancore und Manuel Agnelli)                     | Argentovivo                      | 1,77 %                | 3.                    | 2.                    | 6,35 %                |
| 21                        | Einar (Biondo und Sergio Sylvestre)                                | Parole nuove                     | 2,05 %                | 23.                   | 21.                   | 1,19 %                |
| 22                        | Simone Cristicchi (Ermal Meta)                                     | Abbi cura di me                  | 6,94 %                | 5.                    | 13.                   | 6,55 %                |
| 23                        | Nino D’Angelo und Livio Cori (Sottotono)                           | Un’altra luce                    | 1,96 %                | 22.                   | 21.                   | 1,18 %                |
| 24                        | Achille Lauro (Morgan)                                             | Rolls Royce                      | 2,41 %                | 6.                    | 15.                   | 3,41 %                |

#### Gäste
- Ligabue (Sänger)
- Anastasio (Rapper)

### Fünfter Abend
Nachdem die 24 Kandidaten mit ihrem Lied aufgetreten waren, gelangten die drei Kandidaten mit den höchsten Abstimmungsergebnissen in die Endrunde. Erst nach einer erneuten Abstimmungsrunde wurde aus den verbliebenen drei der Sieger ermittelt (immer durch Televoting, Presseraum und Ehrenjury).

#### Auftritte
| Reihenfolge des Auftritts | Interpret                       | Lied                             | Abstimmungsergebnisse | Abstimmungsergebnisse | Abstimmungsergebnisse | Abstimmungsergebnisse | Abstimmungsergebnisse   |
| Reihenfolge des Auftritts | Interpret                       | Lied                             | 5. Abend              | 5. Abend              | 5. Abend              | 5. Abend              | Insgesamt (alle Abende) |
| Reihenfolge des Auftritts | Interpret                       | Lied                             | TV-Publikum (50 %)    | Presse (30 %)         | Ehrenjury (20 %)      | Insgesamt             | Insgesamt (alle Abende) |
| ------------------------- | ------------------------------- | -------------------------------- | --------------------- | --------------------- | --------------------- | --------------------- | ----------------------- |
| 1                         | Daniele Silvestri (mit Rancore) | Argentovivo                      | 3,19 %                | 3.                    | 2.                    | 5,87 %                | 5,87 %                  |
| 2                         | Anna Tatangelo                  | Le nostre anime di notte         | 1,24 %                | 18.                   | 18.                   | 1,08 %                | 1,32 %                  |
| 3                         | Ghemon                          | Rose viola                       | 1,42 %                | 9.                    | 5.                    | 3,16 %                | 3,00 %                  |
| 4                         | Negrita                         | I ragazzi stanno bene            | 1,12 %                | 18.                   | 10.                   | 1,55 %                | 1,80 %                  |
| 5                         | Ultimo                          | I tuoi particolari               | 19,25 %               | 6.                    | 7.                    | 12,92 %               | 11,72 %                 |
| 6                         | Nek                             | Mi farò trovare pronto           | 1,98 %                | 20.                   | 17.                   | 1,49 %                | 2,07 %                  |
| 7                         | Loredana Bertè                  | Cosa ti aspetti da me            | 9,49 %                | 1.                    | 6.                    | 10,35 %               | 8,45 %                  |
| 8                         | Francesco Renga                 | Aspetto che torni                | 2,19 %                | 17.                   | 18.                   | 1,65 %                | 2,24 %                  |
| 9                         | Mahmood                         | Soldi                            | 3,49 %                | 2.                    | 1.                    | 13,30 %               | 9,85 %                  |
| 10                        | Ex-Otago                        | Solo una canzone                 | 1,54 %                | 11.                   | 8.                    | 2,58 %                | 2,72 %                  |
| 11                        | Il Volo                         | Musica che resta                 | 17,65 %               | 13.                   | 21.                   | 9,48 %                | 10,54 %                 |
| 12                        | Paola Turci                     | L’ultimo ostacolo                | 1,72 %                | 16.                   | 9.                    | 2,11 %                | 2,23 %                  |
| 13                        | The Zen Circus                  | L’amore è una dittatura          | 1,24 %                | 12.                   | 12.                   | 1,75 %                | 2,22 %                  |
| 14                        | Patty Pravo mit Briga           | Un po’ come la vita              | 1,11 %                | 21.                   | 18.                   | 0,85 %                | 1,34 %                  |
| 15                        | Arisa                           | Mi sento bene                    | 2,51 %                | 4.                    | 3.                    | 4,95 %                | 5,22 %                  |
| 16                        | Irama                           | La ragazza con il cuore di latta | 8,36 %                | 10.                   | 12.                   | 5,60 %                | 5,59 %                  |
| 17                        | Achille Lauro                   | Rolls Royce                      | 3,45 %                | 7.                    | 12.                   | 4,09 %                | 3,76 %                  |
| 18                        | Nino D’Angelo und Livio Cori    | Un’altra luce                    | 1,18 %                | 23.                   | 21.                   | 0,72 %                | 1,09 %                  |
| 19                        | Federica Carta und Shade        | Senza farlo apposta              | 2,65 %                | 21.                   | 21.                   | 1,52 %                | 2,14 %                  |
| 20                        | Simone Cristicchi               | Abbi cura di me                  | 6,70 %                | 4.                    | 12.                   | 6,01 %                | 6,32 %                  |
| 21                        | Enrico Nigiotti                 | Nonno Hollywood                  | 3,70 %                | 8.                    | 12.                   | 3,53 %                | 3,33 %                  |
| 22                        | Boomdabash                      | Per un milione                   | 2,94 %                | 15.                   | 11.                   | 2,55 %                | 3,30 %                  |
| 23                        | Einar                           | Parole nuove                     | 1,10 %                | 23.                   | 21.                   | 0,68 %                | 1,19 %                  |
| 24                        | Motta                           | Dov’è l’Italia                   | 0,79 %                | 14.                   | 4.                    | 2,23 %                | 2,71 %                  |

| Interpret | Lied               | Abstimmungsergebnisse | Abstimmungsergebnisse | Abstimmungsergebnisse | Abstimmungsergebnisse | Abstimmungsergebnisse   |
| Interpret | Lied               | Finalrunde            | Finalrunde            | Finalrunde            | Finalrunde            | Insgesamt (alle Abende) |
| Interpret | Lied               | TV-Publikum (50 %)    | Presse (30 %)         | Ehrenjury (20 %)      | Insgesamt             | Insgesamt (alle Abende) |
| --------- | ------------------ | --------------------- | --------------------- | --------------------- | --------------------- | ----------------------- |
| Mahmood   | Soldi              | 20,95 %               | 1.                    | 1.                    | 47,15 %               | 38,92 %                 |
| Ultimo    | I tuoi particolari | 48,80 %               | 2.                    | 2.                    | 34,62 %               | 35,56 %                 |
| Il Volo   | Musica che resta   | 30,26 %               | 3.                    | 2.                    | 18,22 %               | 25,53 %                 |

#### Gäste
- Eros Ramazzotti und Luis Fonsi (Sänger)
- Elisa (Sängerin)
- Mago Forest (Komiker)

## Dopofestival
Anschließend an das Festival fand an allen Abenden im Kasino in Sanremo die einstündige Talkshow Dopofestival – The Dark Side of Sanremo statt, in der Journalisten und Teilnehmer des Festivals zu Wort kamen. Moderiert wurde die Sendung von Rocco Papaleo, zusammen mit Anna Foglietta und Melissa Greta Marchetto. Wie im Vorjahr wurde am Ende der Baglioni d’Oro verliehen, ein Sonderpreis für den von den Festivalteilnehmern gewählten besten Beitrag: Er ging ebenfalls an Mahmood für Soldi.

## Einschaltquoten
Italienische Einschaltquoten gemäß Auditel-Erhebungen:
| Ausstrahlung    | Durchschnitt | Durchschnitt |
| Ausstrahlung    | Zuschauer    | Quoten       |
| --------------- | ------------ | ------------ |
| 5. Februar 2019 | 10.086.000   | 49,50 %      |
| 6. Februar 2019 | 9.144.000    | 47,30 %      |
| 7. Februar 2019 | 9.409.000    | 46,70 %      |
| 8. Februar 2019 | 9.552.000    | 46,10 %      |
| 9. Februar 2019 | 10.622.000   | 56,50 %      |
| Durchschnitt    | 9.762.600    | 49,22 %      |

## Belege
1. ↑  La Giuria d’Onore di Sanremo 2019. Rai, 4. Februar 2019, abgerufen am 7. Februar 2019.
2. 1 2 3 4 5 6  Sanremo 2019 – Votazione artisti. (PDF) Rai, abgerufen am 10. Februar 2019 (italienisch).
3. ↑  Mattia Buonocore: Ascolti Sanremo 2019: prima serata del 5 febbraio. In: DavideMaggio.it. 6. Februar 2019, abgerufen am 7. Februar 2019 (italienisch).
4. ↑  Mattia Buonocore: Ascolti TV Mercoledì 6 febbraio 2019. Sanremo al 47.3% (Start 38.79%). In: DavideMaggio.it. 7. Februar 2019, abgerufen am 7. Februar 2019 (italienisch).
5. ↑  Mattia Buonocore: Ascolti Sanremo 2019: terza serata. In: DavideMaggio.it. 8. Februar 2019, abgerufen am 8. Februar 2019 (italienisch).
6. ↑  Mattia Buonocore: Ascolti Sanremo 2019, quarta serata. In: DavideMaggio.it. 9. Februar 2019, abgerufen am 9. Februar 2019 (italienisch).
7. ↑  Mattia Buonocore: Ascolti TV. Sabato 9 febbraio 2019. 10,6 mln e il 56.5% per la finale di Sanremo. In: DavideMaggio.it. 10. Februar 2019, abgerufen am 10. Februar 2019 (italienisch).